# V-Rally
V-Rally, aussi connu sous le nom Need for Speed: V-Rally aux États-Unis (même s'il n'a rien d'identique à la série Need For Speed), est un jeu vidéo de course de rallye automobile sorti en 1997 sur PlayStation. Le jeu a été développé par Eden Studios et édité par Infogrames.
En 1999, une version améliorée du jeu, appelée V-Rally Edition '99, est sortie sur Nintendo 64 et Windows.
Le jeu est adapté par VD-dev pour la Game Boy et la Game Boy Color sous le titre V-Rally: Championship Edition.

## Système de jeu
Le jeu propose trois modes de jeux : arcade, contre la montre et championnat.

## Contenu

### Voitures
- Bush Ranger
- Citroën Saxo Kit Car
- Ford Escort WRC
- Mitsubishi Lancer Evolution IV
- Nissan Almera Kit Car
- Peugeot 106 Maxi
- Peugeot 306 Maxi
- Peugeot 206 WRC
- Renault Mégane I Maxi
- Seat Ibiza Kit Car
- Škoda Felicia Kit Car
- Subaru Impreza WRC

### Circuits
- Tour de Corse
- Rallye de Grande-Bretagne
- Alpes françaises
- Rallye d'Indonésie
- Rallye de Nouvelle-Zélande
- Rallye Safari
- Rallye de Catalogne
- Rallye de Suède

## Accueil
- GameSpot : 5,4/10 (PS)[1]
- IGN : 8/10 (PS)[2]
- Jeuxvideo.com : 16/20 (N64)[3] - 14/20 (GBC)[4]